# Hórni
Hórni (vagy II. Sólyom) az ókori Egyiptom 0. dinasztiájába sorolt korai, predinasztikus uralkodója. Az i. e. 31. század folyamán uralkodhatott. Pontos kronológiai helyzete, kapcsolata más egykorú uralkodókkal jelenleg ismeretlen. A név három ókori lelőhelyről ismert. Tura, Tarkhan és Nagada települések közeléből.
A név olvasata és értelmezése a korai hieroglifa miatt vitatott. Flinders Petrie a tarkhani 1100-as sírban talált névforma alapján Narmerrel azonosította, a jelet nar-ként olvasva és Nar(mer)-nek értelmezve. Edwin van den Brink és Werner Kaiser a Hór-Ni olvasatot javasolják, mint a legvalószínűbbet. Annak ellenére teszik fel ezt a névalakot, hogy a turai szereh sólymot nem ábrázol, és névmezőjében egyetlen egyenes, vízszintes vonal van, ezért még „víz” jelentésű 'n' hieroglifa sem bizonyos. (Mindenesetre II. Antef sztéléjén is van egy egyenes vonal, ahol kétségkívül 'n'-hangként olvasandó.) A nevet alkotó vonal azonban több helyen nem egyszerű egyenes, ezért valamilyen elnagyolt, hosszan kiterjedő tárgy rajza is lehet. Maga a szereh nem derékszögű téglalap, hanem felfelé összetartó hosszú oldalai vannak és a palotahomlokzatos részében is a függőleges vonalak lefelé legyezőszerűen szétterülnek. Ma a tarkhani leletek alapján úgy tartják, hogy Hórni Narmer előtt élt, a van den Brink-féle tipológia IIb szakaszában, így a Nagada IIIb1 rétegekkel egyidős.
A hieroglifával kapcsolatba hozott jelek:
| N35 | U13 | U14 |

## Titulatúra
A fáraók titulatúrájának magyarázatát és történetét lásd az Ötelemű titulatúra szócikkben.
| G5 |

| G5 |

| N35 |

| N35 |

| N35 |

| N35 |

| G5 |

| G5 |

| N35 |

| N35 |

| N35 |

| N35 |

## Külső hivatkozások
- 0. dinasztia

| Előző uralkodó: ? | Egyiptom uralkodója i. e. 3200 körül 0. dinasztia | Következő uralkodó: Hórhat |